# Minqin
Minqin (léase Min-Chin, en chino simplificado, 民勤县; pinyin, Mínqín xiàn) es un condado bajo la administración directa de la ciudad-prefectura de Wuwei. Se ubica en la provincia de Gansu, centro-norte de la República Popular China. Su área es de 16016 km² y su población total para 2010 fue +200 mil habitantes.

## Administración
El condado de Minqin se divide en 18 pueblos que se administran en poblados.